# Ковалево-Скорупкі
Ковалево-Скорупкі (пол. Kowalewo-Skorupki) — село в Польщі, у гміні Ґоздово Серпецького повіту Мазовецького воєводства.
Населення — 49 осіб (2011).
У 1975-1998 роках село належало до Плоцького воєводства.

## Демографія
Демографічна структура станом на 31 березня 2011 року:
|          | Загалом | Допрацездатний вік | Працездатний вік | Постпрацездатний вік |
| -------- | ------- | ------------------ | ---------------- | -------------------- |
| Чоловіки | 22      | 6                  | 12               | 4                    |
| Жінки    | 27      | 6                  | 14               | 7                    |
| Разом    | 49      | 12                 | 26               | 11                   |